# Pinus holfordiana
Pinus holfordiana là một loài thực vật hạt trần trong họ Pinaceae. Loài này được A.B.Jacks. mô tả khoa học đầu tiên năm 1933.